# Río Sant Nicolau
El río San Nicolás (en catalán: riu Sant Nicolau) es un afluente del río Noguera de Tor por su margen izquierda dentro del valle de Sant Nicolau, que a su vez está enclavado en el valle de Bohí en la zona nororiental de la comarca catalana de la Alta Ribagorza en la provincia de Lérida.

## Nacimiento y curso

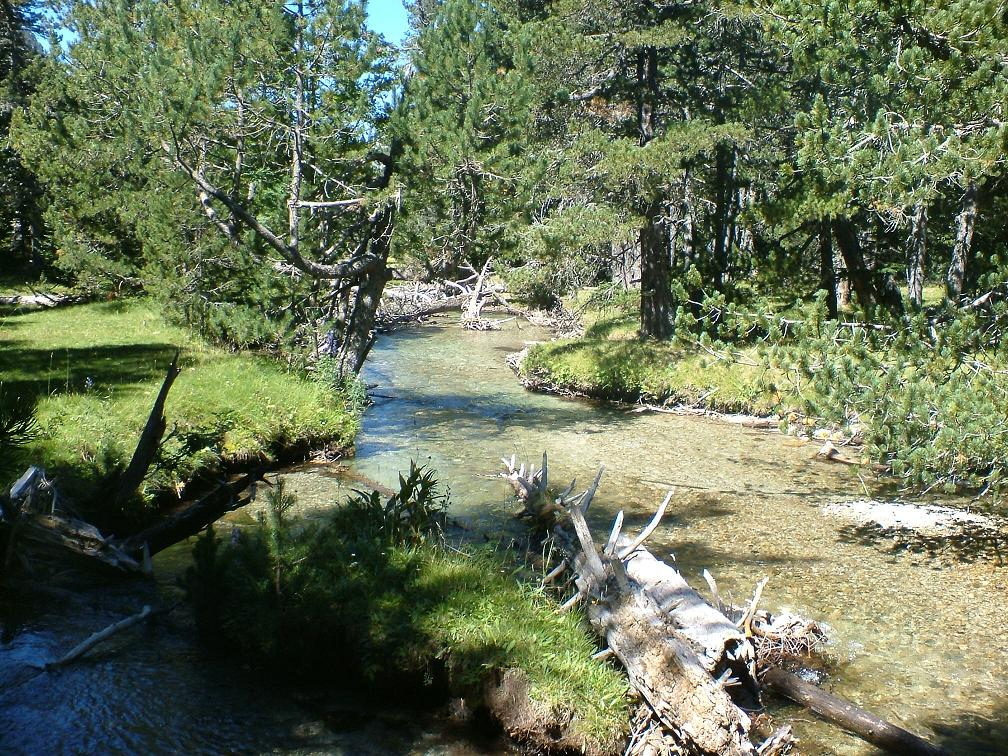
Planell d'Aigüestortes

Nace en un circo rodeado por el Gran Tuc de Colomèrs y los picos Bergús y Ratera. En su cabecera lo alimentan los desagües de los lagos Gelat Bergús, Bergús, Colomers de Espot y Redó (más otros menores). Su curso sigue la dirección NE-SW, pasando por el lago Llong y formando después las zonas de meandros conocidas como Aigües d’Ací y Aiguastortas. Después atraviesa el lago Llebreta y al desembocar en él sale ya de los límites convencionales del Parque de Aiguastortas. Se desliza a través del valle a quien da nombre para morir en el río Noguera de Tor.

## Afluentes más importantes

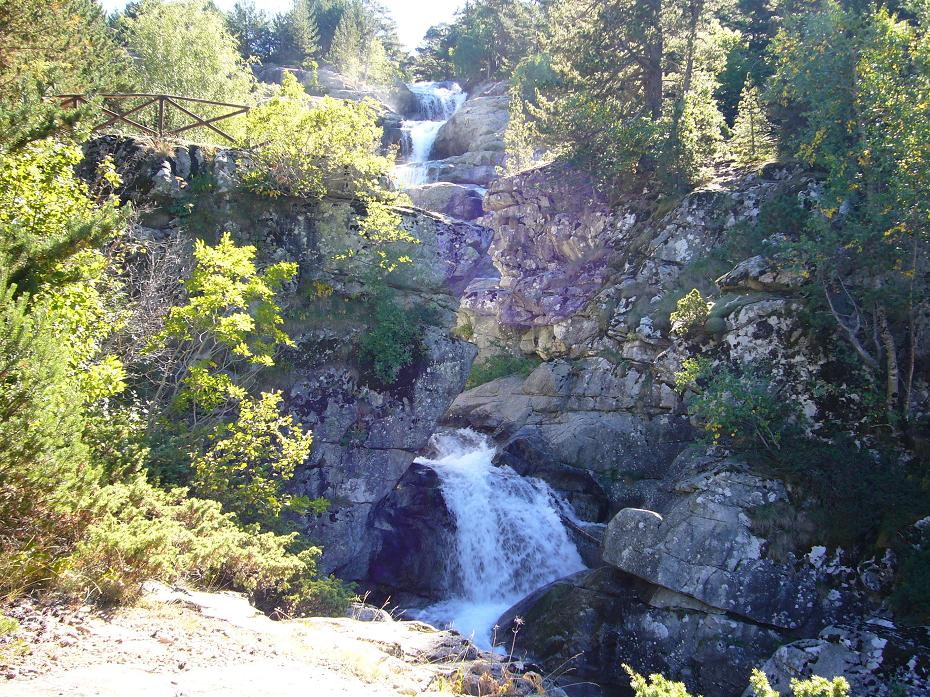
Cascada de Sant Esperit

Los afluentes más importantes de su margen derecha son el Barranco de Contraing que procede del lago homónimo, bajo la Creu de Colomers, y el Serrader que llega surcando un profundo vallecito en dirección N-S y que, a su paso, atraviesa los lagos que llevan el mismo nombre que dicho afluente, para morir finalmente en el estany Llebreta. 
Por la izquierda recibe las aguas del Barranco Peixarani formado a su vez en el circo lacustre de la Coma d’Amitges; del Delluí que va recogiendo las aguas de numerosos laguitos; del Murrano que se nutre de los lagos Major, Xic y Ribera; de la Ribera de Llacs que nace con las aportaciones de los barrancos Mussoles, Coma Morta, Montanyó y Canal Seca.